# Nova Guiné Alemã
A Nova Guiné Alemã (Deutsch-Neuguinea, em alemão) foi um protetorado alemão de 1884 até 1914 que consistia na porção nordeste da ilha de Nova Guiné e em vários grupos de ilhas próximas e foi a primeira parte do império colonial alemão.
A parte continental do território, chamada Terra do Imperador Guilherme (Kaiser-Wilhelmsland, em alemão), tornou-se um protetorado alemão em 1884. Outros grupos de ilhas foram adicionados posteriormente. O arquipélago de Bismarck (Nova Bretanha, Nova Irlanda e várias ilhas menores) e as Ilhas Salomão do Norte (Buca, Bougainville e diversas ilhas menores) foram declaradas protetorado alemão em 1885. As Ilhas Carolinas, Palau e as Ilhas Marianas (exceto Guam) foram compradas da Espanha em 1899. A Nova Guiné Alemã anexou o anteriormente separado Protetorado Alemão das Ilhas Marshall, que também incluía Nauru, em 1906. A Samoa alemã, embora fizesse parte do império colonial alemão, não fazia parte da Nova Guiné Alemã.